# Jacob (personaggio)
Jacob (Iacob in lingua latina) è un personaggio della serie televisiva Lost, interpretato da Mark Pellegrino. Ha il compito di proteggere l'isola e ha la caratteristica di non invecchiare mai. Viene menzionato più volte nel corso della seconda e della terza stagione da diversi membri degli Altri che si riferiscono a Jacob con "lui" o "egli". Il suo nome viene menzionato per la prima volta da Pickett in Non a Portland.

## Biografia

### Nascita e infanzia
La data di nascita di Jacob è sconosciuta, anche se si suppone debba avere almeno duemila anni, in quanto la sua apparizione più antica risale all'episodio Al di là del mare.
In questo episodio si vede una giovane donna approdare sull'isola dopo un naufragio. È incinta e, mentre si dissetava ad un torrente, incontra una donna che le procura del cibo. Poco dopo, la giovane donna entra in travaglio e partorisce un bimbo che chiama Jacob. Pochi istanti dopo le contrazioni riprendono e si scopre che aspettava un secondo bambino, il cui nome però non sarà mai menzionato: è il mostro di fumo. Appena nati i due piccoli, l'isolana li fascia (Jacob in bianco e l'altro in nero) ed uccide la loro mamma.
La storia si sposta ad una decina di anni dopo; i due bimbi sono cresciuti e sono molto uniti tra di loro, sebbene Jacob percepisca che la Madre (adottiva) abbia una preferenza per suo fratello. La Madre li cresce con severità e gli fa credere che oltre all'isola non esista nient'altro, che al di là del mare non ci sia nulla. Durante una battuta di caccia, i due ragazzini si imbattono in un gruppo di uomini che uccidono un cinghiale. Senza farsi vedere, scappano via e corrono a riferire l'accaduto alla Madre, chiedendole da dove siano mai venuti quegli uomini se è vero che oltre l'isola non vi è altro. La madre allora gli mente, dicendogli che sono arrivati da un altro capo dell'isola, e li mette in guardia: gli uomini sono malvagi e una volta che sono arrivati distruggono e corrompono. Così la donna li porta nei pressi di un ruscello e gli mostra una sorgente da cui fuoriesce una forte luce. La Madre dice loro che quella sorgente è il cuore dell'isola e che è necessario proteggerla, perché gli uomini vogliono trovare quella luce e prenderla per sé e poi gli dice che un giorno, dopo di lei, sarà uno di loro due a doverla proteggere. Un giorno, mentre sono intenti a giocare ad una sorta di "antico Backgammon", il fratello di Jacob vede tra gli alberi la figura di una donna; è la sua vera madre, ma lui ancora non lo sa ed è l'unico a poterla vedere. La segue e scopre così di essere suo figlio e che lei è morta, uccisa appena dopo la loro nascita dalla Madre. Gli dice inoltre che c'è tutto un mondo oltre l'isola e che gli uomini che vivono sull'isola sono "la sua gente". Il ragazzino, allora, prende le sue cose e decide di scappare dalla Madre ed andare a stare con quegli uomini e vorrebbe portare con sé Jacob, ma quest'ultimo decide di rimanere con la Madre.

### Età adulta
Sono passati ormai trent'anni da quando Jacob e suo fratello si sono separati; la Madre è molto invecchiata e Jacob continua a tenerle compagnia, ma va in continuazione al campo dove si trova il fratello per osservare lui e gli altri uomini.
Durante una delle loro partite, suo fratello gli dice che in realtà la Madre aveva ragione; quegli uomini sono malvagi, ma lui resta comunque con loro perché gli servono per poter lasciare l'isola. È allora che rivela a Jacob tutte le loro scoperte: sull'isola ci sono varie sacche di energia elettromagnetica ed ogni volta che ne trovano una scavano un pozzo in quel punto ed è così che se ne andranno dall'isola. Invita suo fratello ad andarsene con lui, ma Jacob rifiuta nuovamente.
Tornato alla grotta, Jacob dice alla Madre che suo fratello ha trovato un modo per lasciare l'isola. Allora lei lo raggiunge sul fondo di un pozzo e vede che, scavando, hanno trovato la sorgente che lei gli aveva mostrato da bambini. Per impedirgli di usare quell'energia, lo colpisce alla testa e lo trascina fuori, seppellendo il pozzo ed uccidendo tutta la "sua gente". Nel frattempo, questa riporta Jacob alla sorgente e qui gli raccomanda di proteggerla ad ogni costo ma, soprattutto, gli raccomanda di non scendere mai in fondo alla cascata della sorgente. Lui le chiede allora se facendolo si rischiasse di morire, ma lei gli risponde: "Sarebbe peggio che morire, Jacob. Molto peggio".
Al suo risveglio, l'Uomo in Nero vede cosa ha fatto la Madre e, colmo d'ira, va alla grotta e la uccide. In quel momento arriva Jacob, che decide di punire suo fratello per ciò che ha fatto; così prima lo prende a pugni e poi lo porta verso la sorgente. Lui cerca di farlo ragionare e di spiegare tutte le sue ragioni, ma Jacob lo tramortisce e lo getta nel ruscello. La corrente lo trasporterà sul fondo della cascata e, poco dopo, dalla sorgente uscirà il fumo nero. Allora Jacob, pentito, corre dall'altro lato della cascata e trova il corpo senza vita di suo fratello. Lo riporta alla grotta e lo adagia accanto a quello della Madre. Saranno i due scheletri che Jack, Kate e Locke troveranno due millenni più tardi e che chiameranno "i loro Adamo ed Eva".

### XIX secolo
Nell'episodio L'incidente, ambientato nel XIX secolo (1867), Jacob attende l'arrivo di un'imbarcazione tessendo una tela all'interno del piede sinistro dell'enorme statua di Tueret, dea egizia della fertilità. Dopo aver pescato un pesce si siede sulla spiaggia ai piedi del monumento e guarda la nave mentre si avvicina all'isola.
La sua nemesi gli si avvicina e gli chiede perché abbia attirato anche queste persone sull'isola. Poi gli promette che un giorno o l'altro troverà una scappatoia e riuscirà ad ucciderlo, allontanandosi e lasciando Jacob da solo sulla spiaggia.

### Jacob e i protagonisti della serie
Jacob ha avuto modo di incontrare diversi protagonisti di Lost in un particolare momento della loro vita: Kate, Sawyer, Sayid, Locke, Jin e Sun, Jack e Hurley, senza che però loro lo potessero riconoscere.

### Terza stagione
Diversi membri degli Altri, tra cui Ben, Ethan, e Tom menzionano più volte Jacob nel corso della serie, riferendosi all'uomo con "lui" o "egli". Ben menziona per la prima volta il suo nome a Locke in L'uomo dietro le quinte. Conduce poi John a una cascina nella giungla circondata da cenere bianca e gli presenta Jacob, seduto su una sedia a dondolo. John però, non vede nessuno e convinto che lo stiano prendendo in giro fa per uscire, ma una voce che dice "Aiutami" lo blocca.
Sulla strada del ritorno al campo, Ben fa una piccola deviazione, per raccontare a Locke il suo passato e il modo con cui è arrivato sull'isola. Lo porta così a una fossa, in cui giacciono svariati scheletri appartenenti ai membri della Progetto DHARMA, qui Ben spara a Locke facendolo cadere nella fossa, quindi gli chiede cosa gli abbia detto Jacob. Sentita la risposta, "Aiutami", Ben abbandona lì Locke agonizzante con la sola speranza di un aiuto da parte di Jacob.

### Quarta stagione
In seguito Hurley si trova per caso di fronte alla cascina (in un luogo diverso dal quale si trovava al momento della visita di Ben e Locke) e intravede dentro una persona seduta sulla sedia. Viene scoperto a spiare nella cascina da una seconda persona al suo interno e fugge, ma quando dopo pochi passi si volta per controllare di essere seguito o meno la cascina è scomparsa.
Farà capire a Ben e Locke di averla vista e i due lo porteranno con loro per trovarla di nuovo, in quanto non ne sono in grado. Sarà però Locke a trovarla, dopo aver visto in sogno Horace Goodspeed, costruttore della cascina stessa. Horace, membro del Progetto DHARMA morto durante la Purga, dice a Locke di trovarlo.
Nella fossa dove giacciono i corpi dei membri del progetto viene ritrovato il corpo di Horace, nella tasca del suo abito da lavoro si trova la pianta della cascina e una mappa per raggiungerla.
Una volta nella cascina Locke si trova di fronte Christian Shephard, che si dichiara portavoce di Jacob, e a Claire Littleton, precedentemente rapita da Christian (che si trova in uno stato di quiete probabilmente indotto). Dopo aver chiesto a Locke di non dire che Claire è con lui, Christian gli ordina di spostare l'isola. Ben lo farà al posto suo facendo uscire la ruota dal suo asse e spostando l'isola sul piano quadrimensionale.

### Quinta stagione
Dopo l'atterraggio d'emergenza del volo Ajira Airways 316 sull'isola, che trasportava a bordo anche la bara di John Locke, Locke sembra essere resuscitato. John accompagna Ben al Tempio dove una visione di Alex obbliga Linus ad obbedire ad ogni ordine dell'ex deceduto. Insieme agli altri sopravvissuti arrivano ai piedi dell'antica statua di Tueret, dove Locke insiste con Richard di poter parlare a Jacob. Richard li conduce all'ingresso ai piedi della statua e fa entrare lui e Benjamin al suo interno.
Ilana e i suoi uomini giungono lì dopo pochi minuti. La donna chiede a Richard cosa giaccia ai piedi della statua e l'uomo risponde in latino: Ille qui nos omnes servabit. Ilana gli mostra dunque il contenuto della cassa che stanno trasportando: il corpo senza vita di John Locke. Il falso Locke non è quindi chi dice di essere. All'interno della statua intanto Benjamin è infuriato con Jacob per aver passato anni a servirlo senza mai ricevere neanche un ringraziamento e senza poter essere ricevuto, mentre con Locke il capo degli Altri si è dimostrato molto disponibile. Jacob dice al falso Locke che è riuscito a trovare una scappatoia e Ben lo uccide con un pugnale. Poco prima di essere gettato dal suo nemico tra le fiamme di un falò, un Jacob moribondo mormora le sue ultime parole:

## I poteri
Jacob ha il potere di non far invecchiare le persone (egli stesso, tra l'altro, sembra non invecchiare mai) e utilizzerà tale capacità su Richard (verrà definito il tocco di Jacob). Un altro suo potere sovrannaturale, è la capacità di attrarre a sé i candidati alla sua sostituzione (confermata dall'Uomo in Nero), visitandoli e influenzando in qualche modo il loro raggiungimento dell'Isola, come succede con i protagonisti della serie grazie ai numeri (i numeri di Hurley, quindi, piuttosto che essere maledetti, sarebbero "benedetti", in quanto sono i codici identificativi dei candidati), che ricorrono periodicamente nella loro vita. Nel penultimo episodio della serie, inoltre, si mostra ai candidati rimasti (Jack, Hurley, Kate e Sawyer) nonostante sia già morto, per "investire" Jack come nuovo capo dell'Isola.
Ha, inoltre la capacità di parlare perfettamente le lingue straniere: durante il matrimonio di Sun e Jin, infatti, fa i complimenti ai novelli sposi in coreano e questi si stupiscono per l'ottima padronanza della lingua. Questa abilità emerge anche quando incontra Ilana Verdansky in un ospedale colloquiando con lei in russo.

## Episodi dedicati a Jacob
| Stagione | Titolo italiano   | Titolo originale | Tipo di flash |
| -------- | ----------------- | ---------------- | ------------- |
| 5        | L'incidente       | The Incident     | flashback     |
| 6        | Al di là del mare | Across the Sea   | flashback     |